# Internationale Beleuchtungskommission
Die Internationale Beleuchtungskommission beziehungsweise frz. Commission Internationale de l’Éclairage (CIE) oder engl. International Commission on Illumination ist eine unabhängige Non-Profit-Organisation mit dem Ziel der internationalen Kooperation und des Informationsaustausches in allen Belangen der Wissenschaft, Technik und Kunst der Beleuchtung. Sie entwickelt und publiziert hierzu Standards und Messverfahren. Sitz der Organisation ist Wien (Babenbergerstraße 9).

## Bedeutung
Die CIE wurde Anfang des 20. Jahrhunderts gegründet; der Hauptsitz befindet sich in Wien. Die Organisation wird von der ISO als internationale Standardisierungskörperschaft anerkannt; im Rahmen von Kooperationen arbeitet die CIE zusammen mit der ISO, der International Electrotechnical Commission sowie dem European Committee for Standardization.
Die Tätigkeit bestand zum Beispiel in der Entwicklung des XYZ-Farbraumes, auch als CIE-Normvalenzsystem der wahrnehmbaren Farben bekannt, und dessen Weiterentwicklungen, wie des L*a*b*-Systems.
Es wurden um das Jahr 2020 herum zum Beispiel Beiträge zu folgenden Themen publiziert:

CIE 245:2021 Optische Sicherheit von Infrarot-Augentrackern

CIE 244:2021 Charakterisierung von bildgebenden Leuchtdichtemessgeräten (ILMDs)

CIE 243:2021 Unangenehme Blendung durch Straßen- und Fahrzeugbeleuchtung

CIE 242:2020 Photometrie von gebogenen und flexiblen OLED- und LED-Quellen

CIE 241:2020 Empfohlene Referenz-Sonnenspektren für industrielle Anwendungen

CIE 240:2020 Verbesserung von Bildern für Beobachter mit Farb-Sehfehlern

CIE 239:2020 Goniospektralradiometrie von optischen Strahlungsquellen

CIE 238:2020 Charakterisierung von aus Wechselspannung betriebenen LEDs für Beleuchtungszwecke

CIE 237:2020 Nicht-Linearität von optischen Detektorsystemen

CIE 236:2019 Beleuchtung für Fußgänger: Eine Zusammenfassung der empirischen Daten

CIE 235:2019 Optische Messung von LED-Modulen und Light Engines

## Publikationen
Die CIE hat über hundert Publikationen zu verschiedenen Aspekten der Beleuchtung herausgegeben; besondere Bedeutung haben dabei die ISO/CIE Standards sowie das IEC/CIE International Lighting Vocabulary.